# 赤礬
赤礬（せきばん、bieberite）は、鉱物（硫酸塩鉱物）の一種。緑礬グループに属する。硫酸コバルト(II)の七水和物で、化学組成は CoSO4・7H2O。結晶構造は単斜晶系。

## 概要
日本では山梨県の鳳来鉱山、奈良県の堂ヶ谷鉱山で確認されている。赤礬は含コバルト鉱物の後成鉱物として産し、透明から半透明の淡桃色の毛状または皮膜状なして産する。